# Алексіс Нур
Алексіс Нур (рум.: Alexis Nour; при народженні Олексій Василе Нур, також відомий як Олексі Нур, Алексі Нур, As. Nr.; рос. Алексе́й Ноур, Алексей Нур; 1877—1940) — румунський журналіст, активістом і есеїстом бессарабського походження, відомим своїм захистом румунсько-бессарабської унії та критикою Російської імперії, а також суперечливими політичними угодами. Коливаючись між соціалізмом і російським націоналізмом, він був відомий як засновник газети Viața Basarabiei. Згодом приєднавшись до румунської лівої форми культурного націоналізму, або попоранізму, Нур був довгостроковим кореспондентом попоранського огляду Viața Românească. Оприлюднивши свій конфлікт із російською владою, він оселився в Румунському королівстві, де відкрито об'єднався з групою Viața Românească.
Під час Першої світової війни Нур агітував проти будь-якого військового союзу між Румунією та Росією. Виділявся серед германофілів і місцевих прихильників Центральних держав, агітуючи за військовий наступ на Бессарабію, вимагаючи анексії Трансністрії. Пізніше ця бойова позиція була затьмарена викриттями того, що Нур шпигував на користь російської розвідувальної служби Охранки.
Все ще активний незалежний соціаліст у Великій Румунії, Алексіс Нур здобув додаткову популярність як прихильник прав людини, земельної реформи, виборчого права для жінок і єврейської емансипації. Протягом останнього десятиліття свого життя Нур також дебютував як романіст, але не досяг значного успіху. Його пізні внески як фраколога були сприйняті академічною спільнотою скептично.

## Життєпис

### Рання діяльність
Майбутній журналіст, народжений у підконтрольній Росії Бессарабії (Бессарабська губернія), був членом етнічної румунської культурної еліти та, за деякими даними, випускником Кишинівської духовної семінарії Бессарабської православної митрополії. За іншими даними, молоді роки провів у Києві, закінчив Колегію Павла Ґалаґана. Нур продовжив своє навчання в інших регіонах Російської імперії, де став знайомим серед тих, хто виступав проти царського самодержавства, і обмінювався ідеями з радикальними молодими людьми різного етнічного походження. Відомо, що він вивчав філологію в Київському університеті, де приєднався до підпільної партії соціалістів-революціонерів (есерів), ймовірно за завданням Охранки.
З 1903 року Нур був редактором «Бесарабской жизни», «першої демократичної газети» Бессарабії. Нур все ще перебував у Бессарабії під час російської революції 1905 року, але загадковим чином був відсутній під час наступних протестів місцевих румунів (або, за сучасними згадками, «молдован»). За словами Онісіфора Ґібу (самого аналітика бессарабського життя), Нур упустив шанс заснувати румунсько-молдовсько-бессарабський «іредентистський рух», ведучи «таємниче існування» і «не даючи навіть найменшої підказки, що він був живий, до 1918 року». Насправді Нур приєднався до місцевої частини Конституційно-демократичної (кадетської) партії, провідної сили російського лібералізму. Як оцінює один історик, це був вибір індивідуаліста: «А. Нур […] не вважав себе ні соціалістом, ні націоналістом».
У післяреволюційну добу реформ і поступок, коли «Бесарабская жизнь» стала кадетською газетою, сам Нур був членом кадетського бюро в Бессарабії та особистим помічником крайового партійного боса Леопольда Сіцінського. Однак невдовзі Нур був виключений з конституційно-демократичної групи (як повідомляється, за те, що він привласнив частину партійних коштів), і почав часто відвідувати політичні клуби румунських націоналістів.
У 1906 році Нур був пов'язаний з Basarabia, румунською газетою для політично налаштованих етнічних румун регіону, незабаром після того, як її закрила імперська російська цензура. Короткочасне періодичне видання, фінансоване прихильниками з Румунського королівства (включно з політиком Євгеніу Карада), розширювало тему румунської емансипації та транскордонного братерства, виходячи за межі того, що мав намір дозволити режим 1905 року.
У своїй першій в історії статті для огляду Алексіс Нур припустив, що регіональному руху за національну емансипацію все ще бракує групи інтелектуальних лідерів, або «обраних синів», здатних сформувати єдину румунську фракцію в Державній Думі. Незважаючи на такі невдачі та постійне поширення неписьменності, стверджував Нур, румуни Бессарабії були більш прив'язані національному ідеалу та більш політично вмотивовані, ніж їхні брати у власне Румунії. Інші статті Нура у Basarabia були різкими спростуваннями на адресу Павла Крушевана, (ймовірно, етнічного румуна) представника крайнього російського націоналізму.

### Viața Basarabieiта вибори 1907 року
Наступного року, у квітні, Нур сам заснував, спонсорував і редагував політичний тижневик Viața Basarabiei, який відзначався тим, що відмовився від застарілої румунської кирилиці на користь латинського алфавіту, бажаючи зробити його доступним для читачів у Королівстві Румунія; скорочена, «народна» версія газети також була доступна як додаток, для суто бессарабського читача. За словами його друга та колеги Петру Казаку, Нуру довелося замовляти латинський шрифт у Бухаресті та використовувати кодовану мову, щоб тримати російську владу на крок позаду.
Як пізніше засвідчив бессарабський румунський активіст Пантелімон Халіппа (засновник у 1932 році журналу з такою ж назвою), його попередник Нур намагався наслідувати бессарабську програму народної освіти румунською мовою з кінцевою метою етнічної емансипації. На посаді головного редактора він найняв поета Алексея Матеєвича та перевидав уривки з класичних творів румунської літератури. Нур приєднався до Георге В. Мадана, видавця газети «Молдованул», в урочистому відкритті друкарні Православної Церкви в Кишиневі, яка навесні 1907 року почала видавати Бессарабський Псалтир.
Viața Basarabiei Нура представляла легалістичну сторону руху за емансипацію Бессарабії, до роздратування більш радикальних румунських націоналістів. Казаку згадує: «Не дивлячись на те, що атмосфера була поміркованою, атмосфера була настільки напруженою, труднощі такими великими, напади правих і лівих такими безжальними, що незабаром [цей журнал] також загинув, не без того, щоб мати свій корисний вплив на пробудження національного почуття навіть у молдаван в різних частинах Росії, на Кавказі і в Сибіру». Історик-націоналіст Ніколае Йорга звинуватив Нура у сприянні «класовому братерству» між росіянами та румунами в Бессарабії, посилаючись на явне неприйняття Нуром російської революції. Нур заручився іншими негативними коментарями Йорги, коли почав писати бессарабські повідомлення в румунській щоденній газеті Adevărul, власниками якої були євреї. Йорга, антисеміт, прокоментував це так: «Пан Алекс Нур з Кишинева запевняє нас тепер, що його нова газета […] не буде філософською». За словами Йорги, Нуру дали привід «пошкодувати» про співпрацю з Adevărul.
Описаний як один із журналів, чия місія полягала в популяризації конституційно-демократичної програми в губернаторстві Бессарабії, Viața Basarabiei проіснував лише до 25 травня 1907 року, опублікувавши загалом шість номерів. Як повідомляється, її ліквідацію відбулося за наказом Росії, після того, як редакційна лінія Нура опинилася в конфлікті з цензурним апаратом. За словами Казаку, вибори до Другої Думи були катастрофічними для «молдовської» інтелігенції, яка не мала власного журналу і перебувала у стані «розпачу». Голосування в Бессарабії пройшло за Крушеванського — процаристського й ультраправого — Союзу російського народу (СРН) і аристократичного румуна з центристськими поглядами Дімітріе Крупенського.
На той час Нур також став регіональним кореспондентом Viața Românească, журналу, який видається в Королівстві Румунія лівою групою письменників і активістів, видомих як попораністи. З 1907 по 1914 роки головним джерелом бессарабських новин для газет по той бік російського кордону була його колонка Scrisori din Basarabia («Листи з Бессарабії»). В основному він інформував румунів про настрій і політичний клімат Бессарабії після російських виборів. Спочатку вони з помітним жалем описують Бессарабію 1907 року як місце, де «нічого не відбувається», на відміну від більш політично орієнтованої Румунії, де Селянське повстання, здавалося б, радикалізувало громадську думку. Вони з жахом повідомляють, що офіційне Молдовське студійне товариство цілий рік не діяло, і дійшли висновку, що його створення було урядовим фарсом; однак він також визнав, що криваві події 1907 року в Румунії були несмачні для пересічного бессарабця.
Нур також поставив під сумнів національні почуття бессарабської землевласницької еліти, яка в основному була інтегрована в російське дворянство та служила інтересам Імперії. Освічені верстви регіону мали російську освіту, часто орієнтовані на Росію, і тому втратили cheia de la lacătă, care închide sufletul țăranului («ключ, що відмикає душу селянина»). Однак у грудні 1908 року він із захопленням повідомляв, що бессарабське православне духовенство підтримує використання румунської («молдавської») мови у своїх релігійних школах і пресі. Цей захід, зазначив Нур, надав офіційний статус народній мові відповідно до його власної програми Viața Basarabiei. «Листи з Бессарабії» Нура викликали роздратування у русифікаторських ієрархів православної церкви. Серафим Чичаґов, архієпископ Кишинева, зарахував його до «найгірших ворогів Церкви», але зазначив, що його румунський націоналізм зумів заразити лише 20 бессарабських священиків.

### Маданський скандал і суперечкапро наркотики

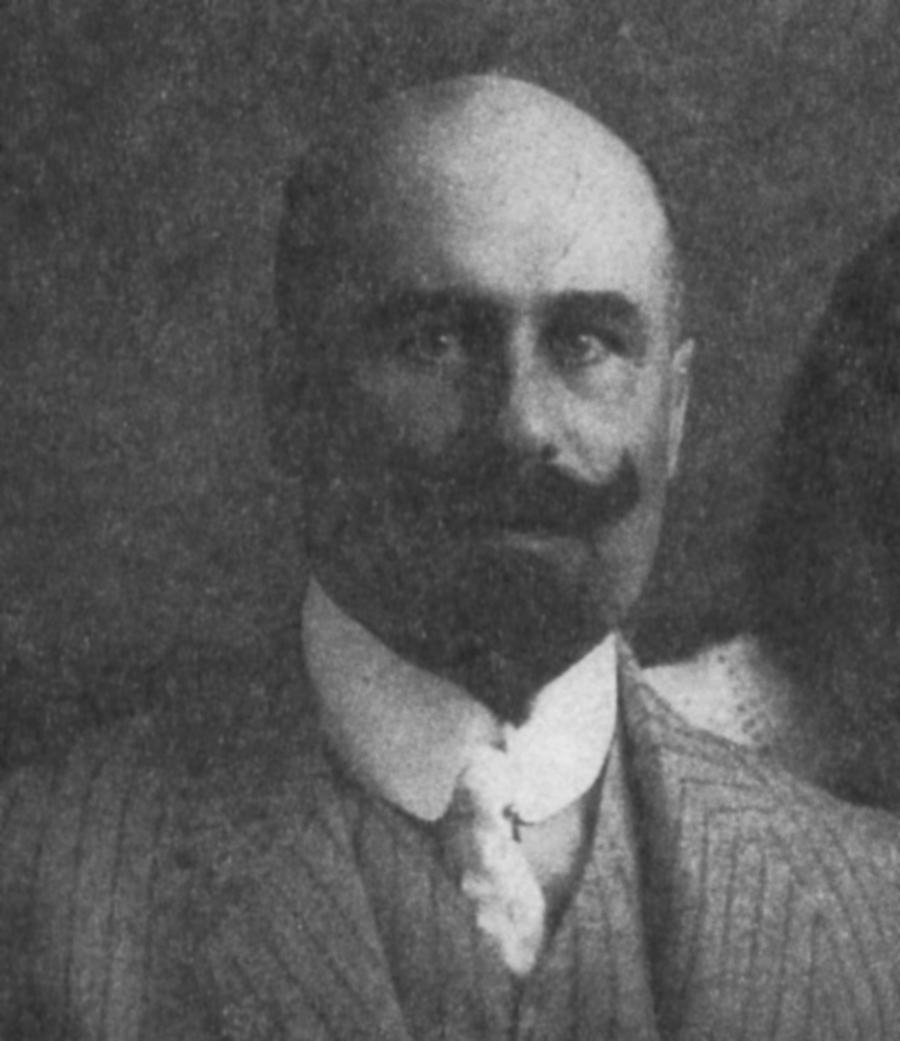
Роман Доліва-Добровольський, обвинувач Нура, фотографія 1908 року

Інші статті Нура у Viața Românească викривали колишнього колегу Мадана, офіційно призначеного цензором румунської літератури в Російській імперії, а неофіційно російського шпигуна як у Бессарабії, так і в Румунії. У своїй відповіді Нуру, опублікованій бухарестською політичною газетою Epoca (вересень 1909 р.), Мадан стверджував, що його обвинувач був одночасно соціалістом, інтернаціоналістом і послідовником бессарабського сепаратизму Костантина Стере. Пізніше дослідження архівів Спеціального корпусу жандармів виявило Мадана як інформатора, який надав імперській владі звіти з перших вуст про сприйняття бессарабських питань у Румунії, включно зі власною статтею Нура 1908 року про підтримку православними священиками народної мови. Проте румунська еліта також відійшла від Нура ще до 1910 року. Як стверджував активіст Іон Пеліван, публіцист жив далеко не за коштами, що викликає побоювання, що він отримує виплати від російської влади.
З червня 1910 р. по серпень 1911 р. Алексіс Нур був редактором власної преси — російськомовної газети «Бессарабец» (яка також видавала літературний додаток). Газета мала невеликий тираж і повністю фінансувалася місцевим магнатом Васіле Строеску. Власний літературний внесок Нура включав переклади російської класики. Один із таких перекладів Лева Толстого, датований 1906 роком, був однією з небагатьох книг румунською мовою, надрукованих у Бессарабській губернії до Першої світової війни. Крім політичних повідомлень, Viața Românească публікувала зразки літературних зусиль Нура, включаючи мемуари, оповідання та повісті. Ймовірно, він був автором румунського літературного огляду Noua Revistă Română, ймовірно автором під псевдонімом (ініціали AN) статті 1912 року, яка засуджувала антисемітизм у Товаристві румунських письменників.
Коли справа в Бессарабці завершилася, Нур знову працював у Бесарабской жизни, а потім перейшов у газету «Друг», яка представляла суперечливий Союз російського народу. Поєднавшись зі своїм колишнім противником Крушеваном, Нур став секретарем редакції і навіть приєднався до SRN. Разом з іншими членами редколегії він незабаром потрапив у скандал у регіональній пресі. Самого Нура підозрювали в шантажі лідера центристів Крупенського та Романа Доліви-Добровольського, маршалка дворянського в Оргєєві. Коли Доліва-Добровольські подали до суду на Друга, а інших журналістів затримали на допит, Нур втік до Києва.
Ймовірно, йому допомогли зв'язки в Охранці, він отримав паспорт і виїхав з Росії. Провівши деякий час у Німецькій імперії, він виїхав до Румунії та, за допомогою Костантина Стере, вступив до університету в Яссах. Згодом його вважали провідним членом бессарабської еміграційної спільноти. За словами співвітчизника з бессарабського вигнання Аксінте Фрунзе, їхнє політичне лобі було мізерним, із лише 6-10 активними членами, і всі вони були засмучені дрібнодумністю румунського суспільства.
Нова серія Нура у Viața Românească документує раннє поширення молдовства. Влітку 1914 р. він повідомляв читачам, що російські урядовці активно переконували бессарабських селян не декларувати себе румунами. У цьому контексті він неохоче визнав, що єдиною надією на румунське відродження в Бессарабії було те, що румуни пристали на бік консерваторів фракції Крупенського, які, хоча й «ворожі демократичним настроям мас», дотримувалися лінгвістичного пуризму.

### Германофільська преса та етнографія Придністров'я

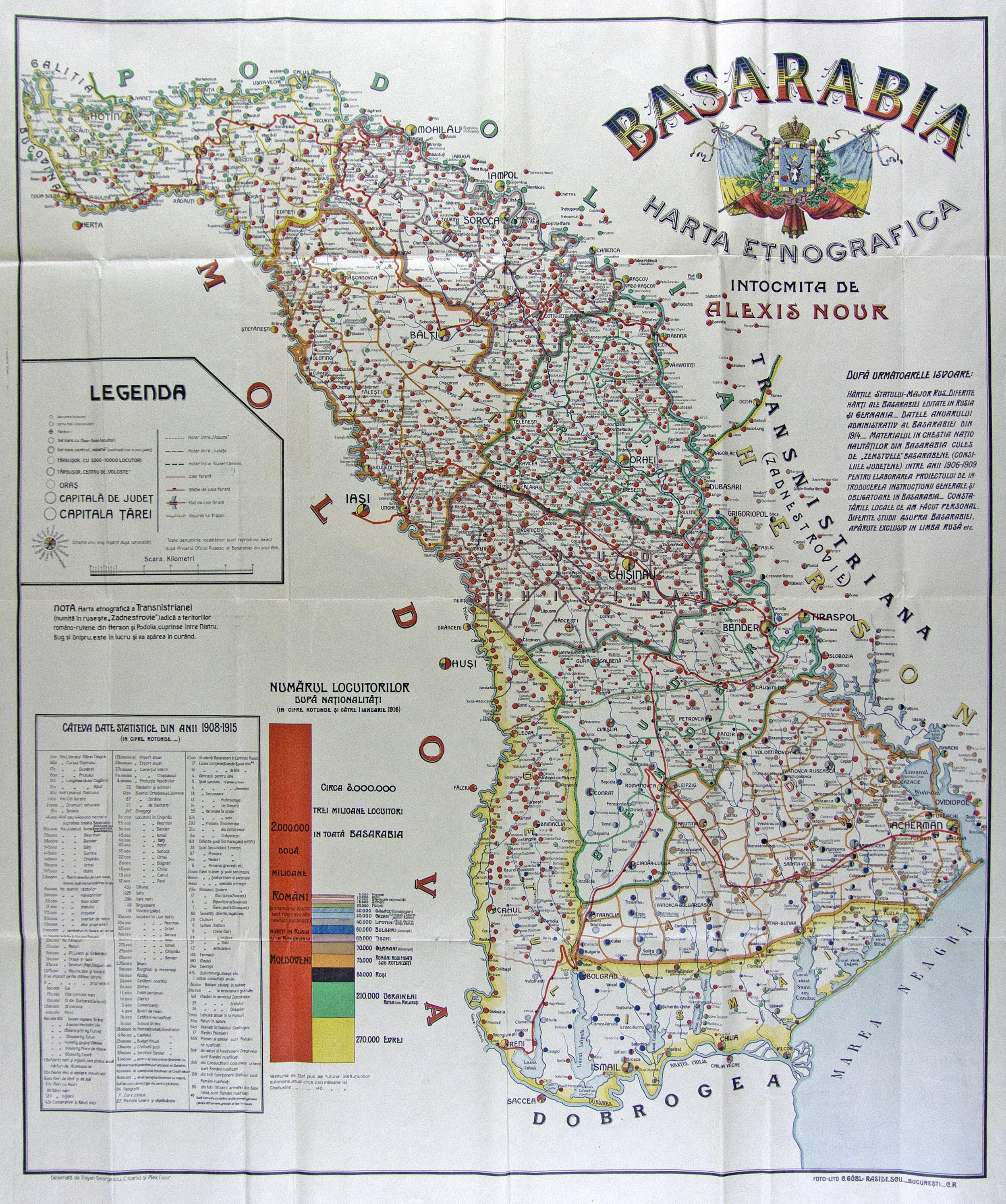
Етнографічна карта Бессарабії, складена Алексісом Нуром у 1916 році

Невдовзі після початку Першої світової війни Алексіс Нур жив у нейтральній Румунії, діяв у колі Viața Românească зі свого нового дому в Яссах. Як і інші члени цієї групи (і насамперед її засновник Стере), він виступав за зближення з Центральними державами, рекомендуючи війну з Росією за повернення Бессарабії. Нур думав далі за своїх колег, спекулюючи про союз інтересів між румунами та русинами (українцями). Його есе Problema româno-ruteană. O pagină din marea restaurare a națiunilor («Румунсько-русинське питання. Сторінка великого відновлення націй»), опублікованому Viața Românească у номері за жовтень–листопад–грудень 1914 р., відкрив серію таких творів, у яких говорилося про звільнення України, Бессарабську унію та, що незвично в цьому контексті, включення Трансністрії до складу Румунії (з новим кордоном по Південному Бугу). .
Остання вимога не мала прецеденту в історії румунського націоналізму, і Нуру навіть приписують введення терміну Трансністрія в сучасній мові разом із прикметником transnistreni («придністровці»). В іншому місці Нур стверджував, що було понад 1 мільйон придністровських румунів, і ця заява була однією з найбільших, прямо перевищуючи 800 000, висунутих бессарабським істориком Штефаном Чобану. Єдина більша така оцінка надійшла через двадцять років після Нура від придністровської спільноти вигнанців: етнограф Нікіта Смочіне назвав цифру в 1 200 000.
Ще один з аналітичних текстів Нура під назвою Din enigma anilor 1914—1915 («Навколо загадки 1914—1915») наважився стверджувати, що Німецька імперія та її союзники були готові виграти війну, висміював Галліпольську кампанію Антанти, і припустив, що наразі зформувалася очолювана Німеччиною Середньоєвропейська федерація. Цей прогноз також був відповіддю лобі прихильників Антанти, яке віддавало перевагу анексії Трансильванії та інших населених румунами регіонів Австро-Угорщини над будь-яким національним проектом у Бессарабії. За інтерпретацією Нура, німецький проект для Mitteleuropa означав розчленування Австро-Угорщини, залишаючи Трансильванії вільний вибір на користь приєднання до Румунії. Ідея, яку також підтримував Стере, була гаряче заперечена трансильванцем Онісіфором Ґібу. За Ґібу, попораністи ніби ігнорували реалії австро-угорського панування; їхні уявлення про перевагу Бессарабії були «провокаційними», «щонайменше грубими».
У тому ж 1915 році Нур розробив і опублікував у Бухаресті етнографічну карту Бессарабії в масштабі 1:450 000. Спираючись на картографічну модель, яку вперше використав Жиґмонд Батки у своїй етнографічній карті «Землі корони Святого Стефана», а пізніше її адаптував до Балкан Йован Цвіїч, карта Нура розділила регіони, представлені у вигляді кругових діаграм різних національностей. Результуюча більшість (2 з 3 мільйонів жителів) були румунами, з приміткою, яка пояснювала, що вони були відомі на місцевому рівні як «молдовани» — це внесок Нура в дискусію про молдовську етнічну приналежність. За межами Бессарабії карта Нура містить твердження про румунів Трансністрії, включаючи їхню присутність у місцевості під назвою Нурая.
Процедура кругової діаграми в цілому була розкритикована французьким географом Еммануелем де Мартонне, який вважав її неточною для відображення порівняльної чисельної сили окремих популяцій. Мартонне заявив, що особисто перевірив точність карти Нура в якийсь момент до 1920 року, і зробив висновок: «Хоча вона не звільнена від будь-якої критики, загалом вона настільки точна, наскільки це дозволено російськими документами, на яких вона базується. Як і у випадку з [даними Батки про румунів в] Угорщині, можна припускати, що будь-яка помилка йде на користь румунам». Бессарабський історик Йон Константін вважає карту одним із «почесних» внесків Нура у справу звільнення Румунії.
Нур виніс свої ідеї за межі попористських клубів і став дописувати неофіційну пресу Консервативної партії. Він став постійним дописувачем пробессарабської та антиросійської газети Петре Карпа Молдова, яка відстоювала переконання, що «Німеччина непереможна». Нур також розширив своє бачення часів війни в германофільській щоденній газеті Seara. У 1915 році він заявив про необхідність Румунії приєднатися до зусиль Центральних держав щодо звільнення Бессарабії, України та Польщі від Росії, пророкував, що Австро-Угорщина неминуче розпадеться, і зобразив майбутню Румунію як чорноморську та дунайську державу. З часом, стверджував бессарабський журналіст, питання проток буде вирішено, румунське правління над Одесою та Констанцею створить комерційне процвітання, а Румунія, велика держава, отримає право на частку Британської, Французької чи Бельгійської колоніальних імперій. Інша його стаття Сеара, опублікована в квітні 1916 року, стверджувала, що перемога Німеччини в битві під Верденом була питанням днів або тижнів, після чого в Європі домінуватиме «працьовитий, здоровий і свідомий, 70-мільйонний» німецький народ. Рецензуючи проект Нура приблизно через 90 років, історик Луціан Боя оцінив: «У Нурі можна знайти драму бессарабця, який оцінює всі речі, часто в суто уявній формі, навколо власного ідеалу національної емансипації».

### Притулок під час війни таУманітатея

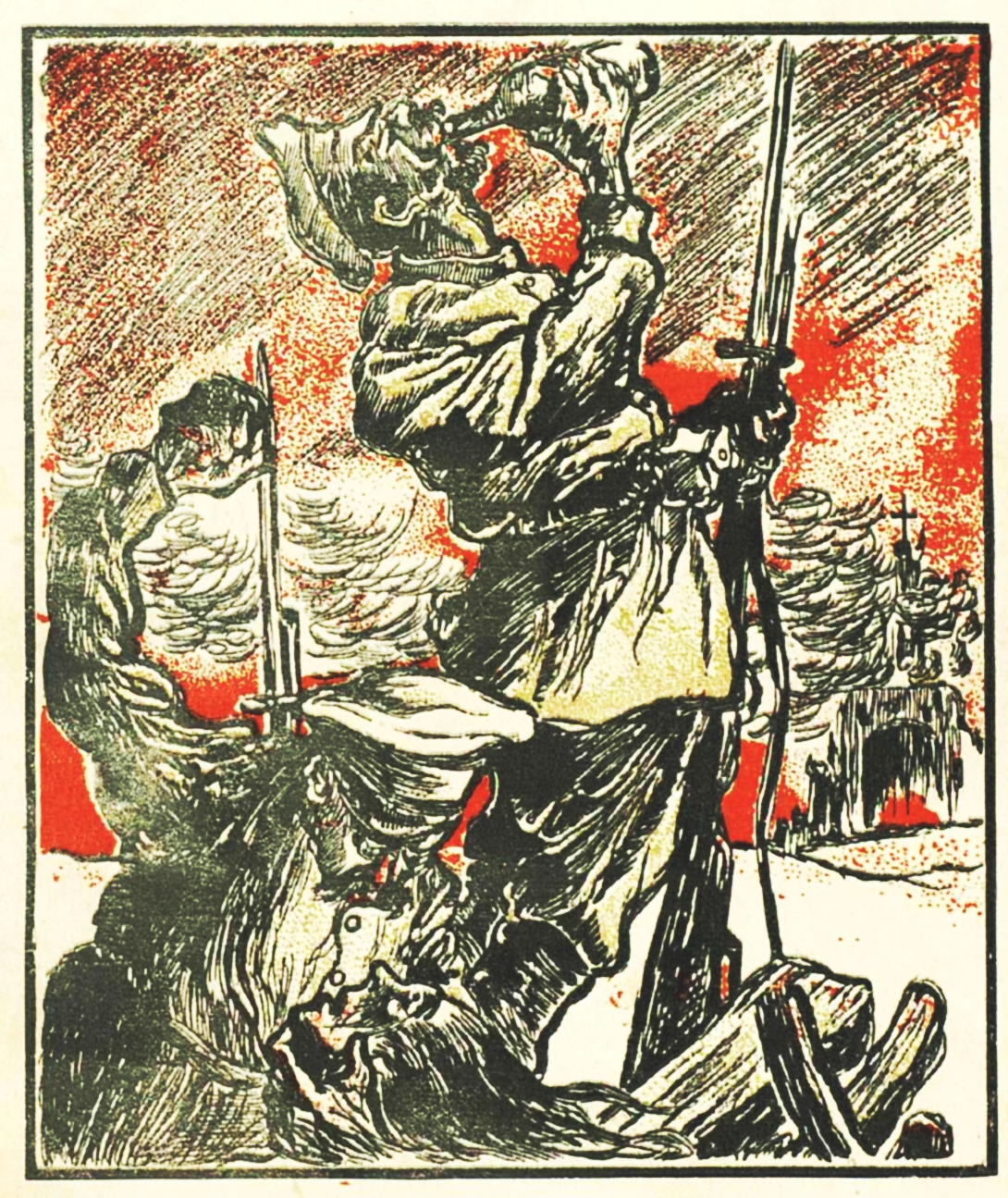
«The Russian Bane», румунське сприйняття російських військ у Молдавії

Всупереч бажанням германофілів Viața Românească, Румунія зрештою вступила у війну як союзник Антанти, а в 1917 році була захоплена Центральними державами. Під час цих подій Нур перебував у Яссах, куди відступив румунський уряд і звідки зробив свій перший внесок у міжнародну пресу Антанти та нейтральних країн. and whence he made his first contributions to the international press in Entente and neutral countries. Він складав компанію ще одному бессарабському агенту Охранки, Іліє Кетареу, якого розшукували Центральні держави за звинуваченням у тероризмі.
Навесні 1917 року, невдовзі після того, як Лютнева революція повалила царський режим, бессарабська кар'єра Нура була повністю викрита. Комітет з вивчення архіву Спецкорпусу жандармів оприлюднив його звіти в Охранці, підтвердивши підозри колег і виставивши Нура на публічну ганьбу. Проте, Жовтневий переворот та його наслідки, здавалося, підтверджували пророцтва Нура: хоча Румунія програвала Центральним державам, Молдавська Демократична Республіка, проголошена бессарабськими активістами, здавалося, готова об'єднатися з переможеною країною. Це зазначив у той час новопризначений германофільський прем'єр-міністр Румунії Александру Марґіломан, який приписував Нуру те, що він допоміг переглянути румунську зовнішню політику: «[Його] карта відтоді була викладена на всіх столах великих європейських конференцій, у всіх канцелярії, і є найздоровішим документом для тих, хто хоче розплутати справу національностей Бессарабії». У квітні 1918 року Нур знову був у Кишиневі, святкуючи позитивне голосування щодо приєднання Бессарабії. Це був ризикований жест з його боку: у ресторані «Лондра», де Марґіломана зустрічали лідери профспілки, його помітили його колишні друзі та врятували від майже певного самосуду лише завдяки втручанню прем'єр-міністра МДР, його старий колега Петру Казаку.
Нур повернувся в Ясси, коли Румунія просила миру з Німеччиною. Там панувала плутанина, більшовицькі та інші російські війська все ще маршували вулицями міста. За словами Ґібу, він мав епізодичну кар'єру приватного вчителя російської мови, клієнтами якого були нейтралізовані румунські солдати та деякі стурбовані цивільні особи. 24 червня Нур відкрив в Яссах новий журнал Umanitatea («Людська раса» або «Людство»), який опублікував ще один номер 14 липня, перш ніж закритися.
Umanitatea наголошував на лівих проектах Нура щодо соціальних змін і, за словами Лучіана Боя, запропонував відповідь на обіцянку Маргіломана реформувати конституційний режим 1866 року. Порядок денний журналу закликав до тристоронньої реформи: трудових прав у промисловій сфері, відновлення поміщицького селянства та єврейської емансипації. Остання заява про підтримку, зазначає Бойа, була унікальною «в контексті досить вираженого румунського антисемітизму» і ще більше підкреслювалась присутністю серед учасників Umanitatea єврейських румунських інтелектуалів — Ісака Лудо, Ойгена Релгіса, Аврама Стьюермана-Родіона тощо. Бойя також зазначає, що вся програма Umanitatea була ще одним зразком «великих проектів Нура, досить туманних і безмежних».
Umanitatea був відомий тим, що висвітлював у власних редакційних статтях Нура події російського політичного життя за більшовиків. Тема більшовицької «анархії» зайняла його настільки, що стала головною темою для іншого його журналу, антикомуністичного Răsăritul («Схід»). Статті Нура, опубліковані в Răsăritul і в Chemarea ND Cocea, описують Бессарабію («бездержавну» МДР) як жертву «більшовицької люті», закликаючи Румунію імунізувати себе «проти чуми», просто залишивши надії на цей регіон. Він також переглянув свою придністровську програму, написавши, що румунські армії повинні рухатися швидко і захопити «народний Схід, аж до Синього Бугу». Гібу відкинув нову програму Нура як «жахливість», стверджуючи, що вона демонструє «химерний менталітет Нура», який мало чим відрізняється від його революційних ворогів.
В одному зі своїх пізніших есе Нур засвідчив, що його єдиний син, якого громадянська війна в Росії застала в Одесі, став жертвою організованого радянською Росією розстрілу румунських заручників. За словами Нура, молодий чоловік загинув під час масової страти, яку наказав комісар Бела Кун, після того, як його змусили викопати собі могилу. Незважаючи на такі заяви про лояльність, кажуть, що Нур був центром офіційного розслідування під час придушення германофілів часів війни.

### Фемінізм і конструктивізм
У міжвоєнний період, коли різні політичні обставини призвели до створення Великої Румунії (включаючи Бессарабію та Трансільванію), Нур залишався активним на літературній та політичній сцені та деякий час був головним редактором основного літературного журналу Convorbiri Literare. Він також писав для газет Opinia та Avântul, обговорюючи російські справи та погляд Росії на «соціалістичну демократію», і був присутній на першому номері Moldova de la Nistru, бессарабського «журналу, написаного для народу». У Яссах Umanitatea було відновлено в червні 1920 року, але Релгіс був редакційним директором, а Нур — лише кореспондентом.
Він все ще був пов'язаний з попорянською періодикою, зокрема з Viața Românească та Însemnări Literare, де він переважно публікував переклади та вступи до російської літератури. До 1925 року він також працював у бухарестській лівій літературній газеті Adevărul Literar și Artistic. Паралельно він працював з К. Зарідою Сілва над іншою газетою Basarabia, яка була присвячена «національній пропаганді» в Румунії та за кордоном, а також з Альфредом Хефтер-Ідальго в Lumea, «щотижневому базарі».
Алексіс Нур зосередив свою подальшу діяльність у сфері захисту прав людини та профемінізму. У травні 1922 року він був одним із румунських авторів єврейської щоденної газети Mântuirea А. Л. Зіссу. У той час, коли в Румунії жінкам бракувало виборчого права, він стверджував, що між двома причинами існує внутрішній зв'язок: у статті, опублікованій феміністичною трибуною Acțiunea Feministă, він пояснив, що його боротьба полягала в тому, щоб отримати визнання «людських прав жінок». За словами політолога Оани Белуце, ставлення Нура в цьому відношенні можна порівняти зі ставленням іншого профеміністського румунського письменника Александру Влахуце.
Деякий час у 1925 році Алексіс Нур був прихильником конструктивізму та членом невеликих, але активних клубів авангардистів. Пишучи для журналу Integral MH Maxy (випуск 4), він намагався визначити політичну мету румунського конструктивізму: «Прогрес — це поступове пристосування [до] найменш скороченого розподілу праці між людьми. Усе, що сповільнює цю адаптацію, є аморальним, несправедливим і дурним. […] Ось область соціальної філософії, яка формує основу конструктивістського інтегралізму».

### Останні роки
На завершальному етапі своєї кар'єри Нур продовжував висвітлювати російську політику для румунів. Опублікував в Adevărul портрет ліберального білоемігрантського лідера Павла Мілюкова. У 1929 році, вже працюючи в інформаційних бюлетенях Румунського Червоного Хреста, він став одним із перших редакторів Lumea Medicală, науково-популярного журналу про здоров'я. Нур також підписував статті в Hanul Samariteanului, літературному щомісячнику, який безуспішно запускали письменники Ґала Ґалактіон і Пауль Заріфопол. Він також звернувся до художньої літератури, завершивши повість Masca lui Beethoven («Маска Бетховена»), вперше опубліковану Convorbiri Literare в лютому 1929 року.
Одним із останніх проєктів із залученням Нура була спільна художня робота Stafiile dragostei. Romanul celor patru («Привиди кохання. Роман чотирьох»). Його співавторами були жанрові романісти Александру Більчуреску та Серманул Клопшток, а також консультант І. Гліксман, більш відомий як Доктор Ігрек. З його спекулятивним відтінком, більшість з яких введено в текст доктором Ігреком, Stafiile dragostei іноді описується як пародія на конвенції наукової фантастики, відповідно до подібних творів Тудора Аргезі чи Фелікса Адерки (див. Румунська наукова фантастика). Однак внесок Нура в оповідь охоплює лише його більш звичайні та менш амбітні епізоди, які зображують епістолярний роман моряка Ремуса Юніана та красуні-відлюдниці Тамари Гераклід — за словами літературного критика Корнела Унгуряну: «У 1930-х роках усі писалиепістолярні романи та сентиментальні журнали, але найгіршими були романи пана Алексіса Нура».
В останні роки життя Алексіс Нур виявляв зростаючий інтерес до передісторії Південно-Східної Європи та проторумунського державного устрою Дакії. Дві останні наукові праці Нура були опубліковані посмертно, у 1941 році, у видавництві Румунської православної церкви, у той час, коли Румунією правив фашистський режим Національного легіонеру. Один був спеціально присвячений і названий на честь маловідомого «культу Залмоксиса» (Cultul lui Zalmoxis). Академік Туринського університету Роберто Мерло зазначає, що це було частиною замолкського «захоплення» серед румунських літераторів, яке також можна знайти в дослідженнях і есе інших людей, від Мірчі Еліаде, Лучіана Благи та Дана Ботти до Генріка Саньєлевічі та Теодора Сперанція. Інше дослідження було зосереджено на палеобалканській міфології, зокрема на передбачуваному внеску стародавніх даків і гетів у румунський фольклор: Credințe, rituri și superstiții geto-dace («Гето-дакійські вірування, обряди та забобони»). Книга була одним із лауреатів премії Василя Пирвана, яку присуджує Румунська академія. Рішення було сприйняте з обуренням археологом Костянтином Дайковічіу, який вважав Credințe, rituri și superstiții geto-dace невартим уваги, як невибіркове зібрання цитат «хороших і поганих авторів», без будь-яких «надійних знань» про його тему.
За словами історіографа Георге Г. Безвіконі, Нур помер у 1940 році. Похований на кладовищі Генча в Бухаресті.